# Huangshan (ville)
Pour les articles homonymes, voir Huangshan et Huang.
La ville de Huangshan (chinois : 黃山市 ; pinyin : Huángshān shì) est situé au sud de la province de l'Anhui en Chine. Elle se situe à proximité du massif montagneux du Huangshan.

## Climat
Les températures moyennes pour la ville de Huangshan vont de −2,7 °C pour le mois le plus froid à +18 °C pour le mois le plus chaud, avec une moyenne annuelle de +8 °C, et la pluviométrie y est de 2045,6 mm (chiffres arrêtés en 1990).

## Subdivisions administratives
La ville-préfecture de Huangshan exerce sa juridiction sur sept subdivisions - trois districts et quatre xian :
- le district de Tunxi - 屯溪区 Túnxī Qū, chef-lieu de la préfecture  ;
- le district de Huangshan - 黄山区 Huángshān Qū ;
- le district de Huizhou - 徽州区 Huīzhōu Qū ;
- le xian de She - 歙县 Shè Xiàn ;
- le xian de Xiuning - 休宁县 Xiūníng Xiàn ;
- le xian de Yi - 黟县 Yī Xiàn ;
- le xian de Qimen - 祁门县 Qímén Xiàn.

## Galerie

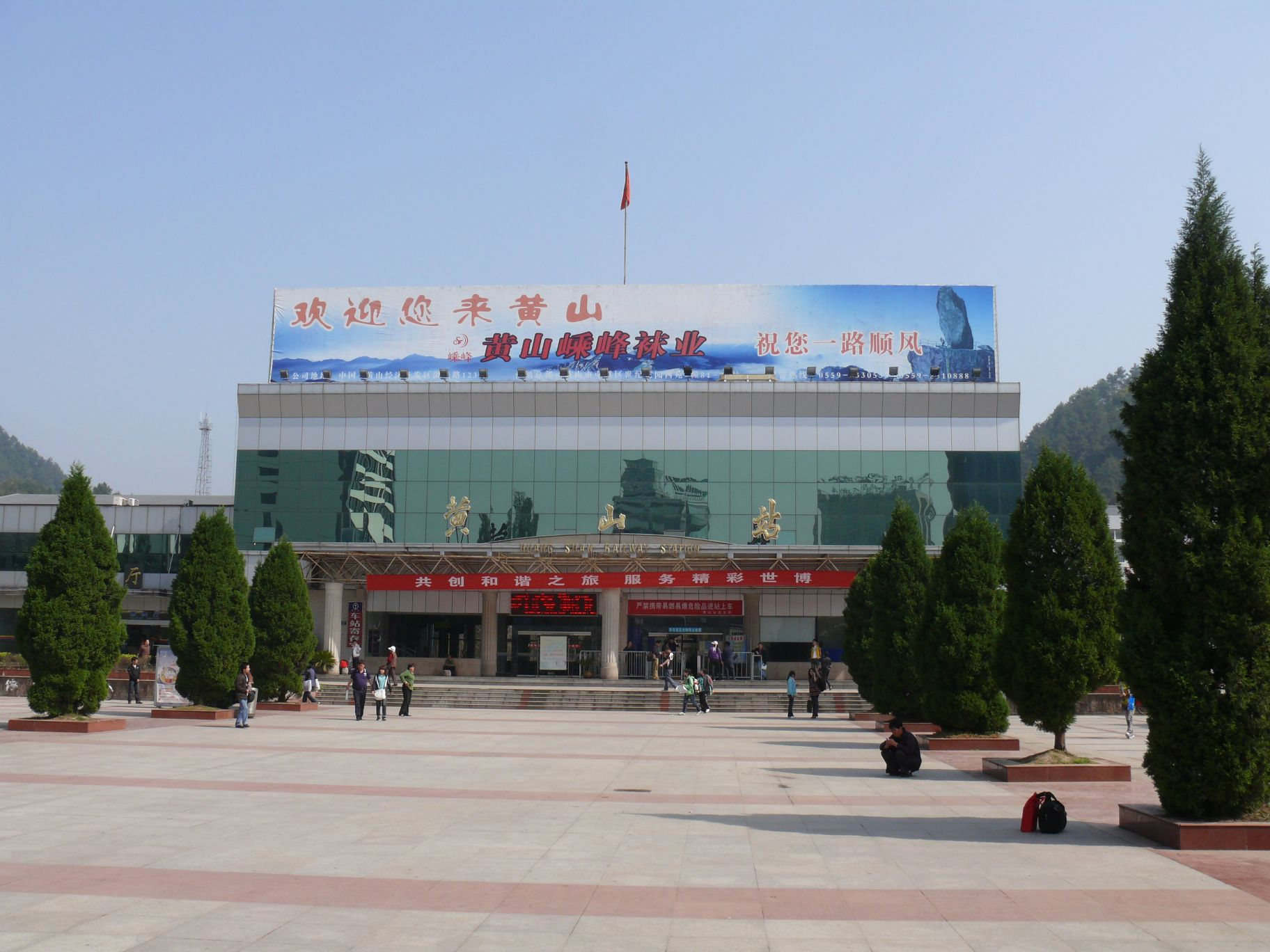
La gare ferroviaire.
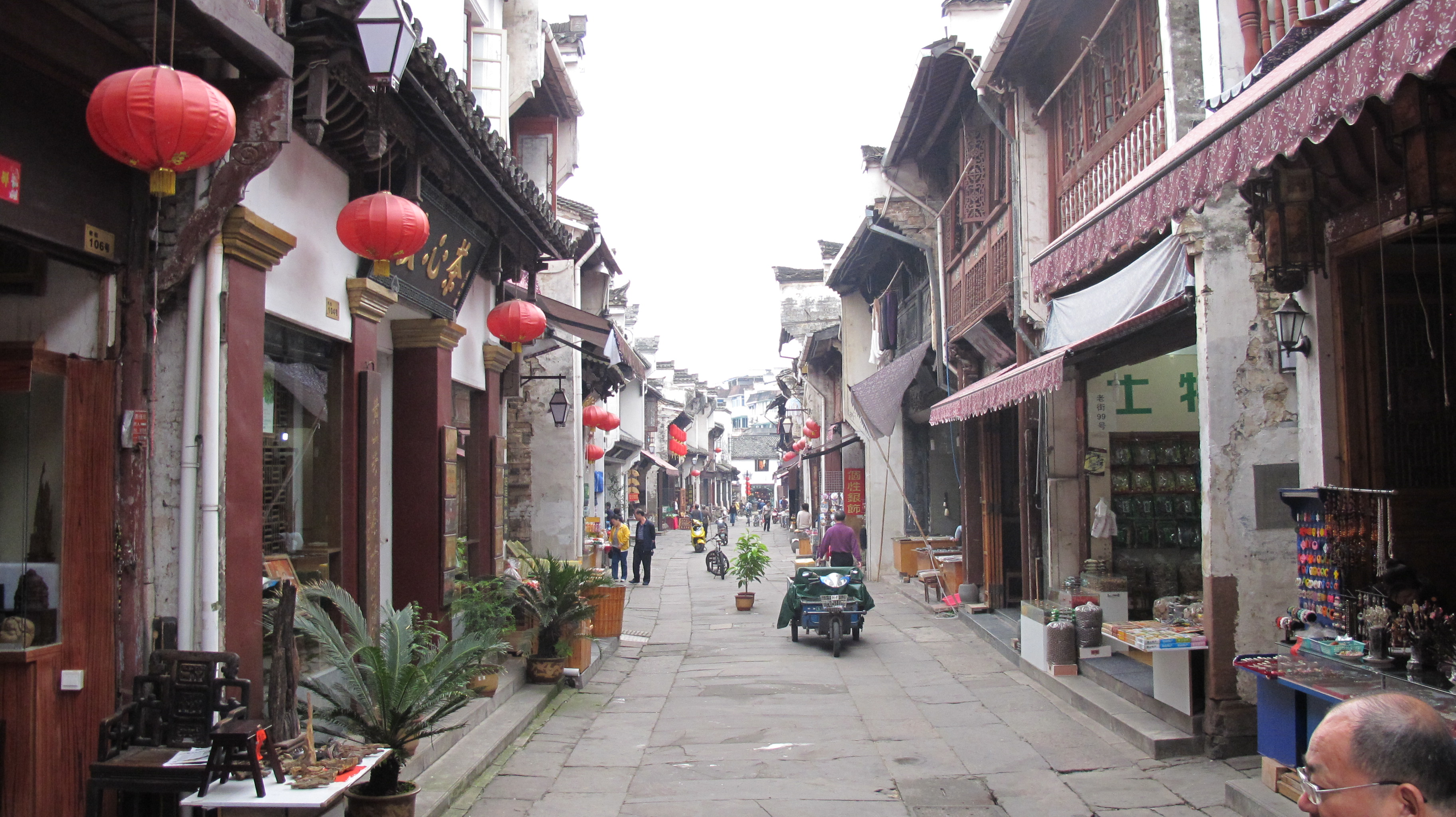
Le quartier ancien de Tunxi.
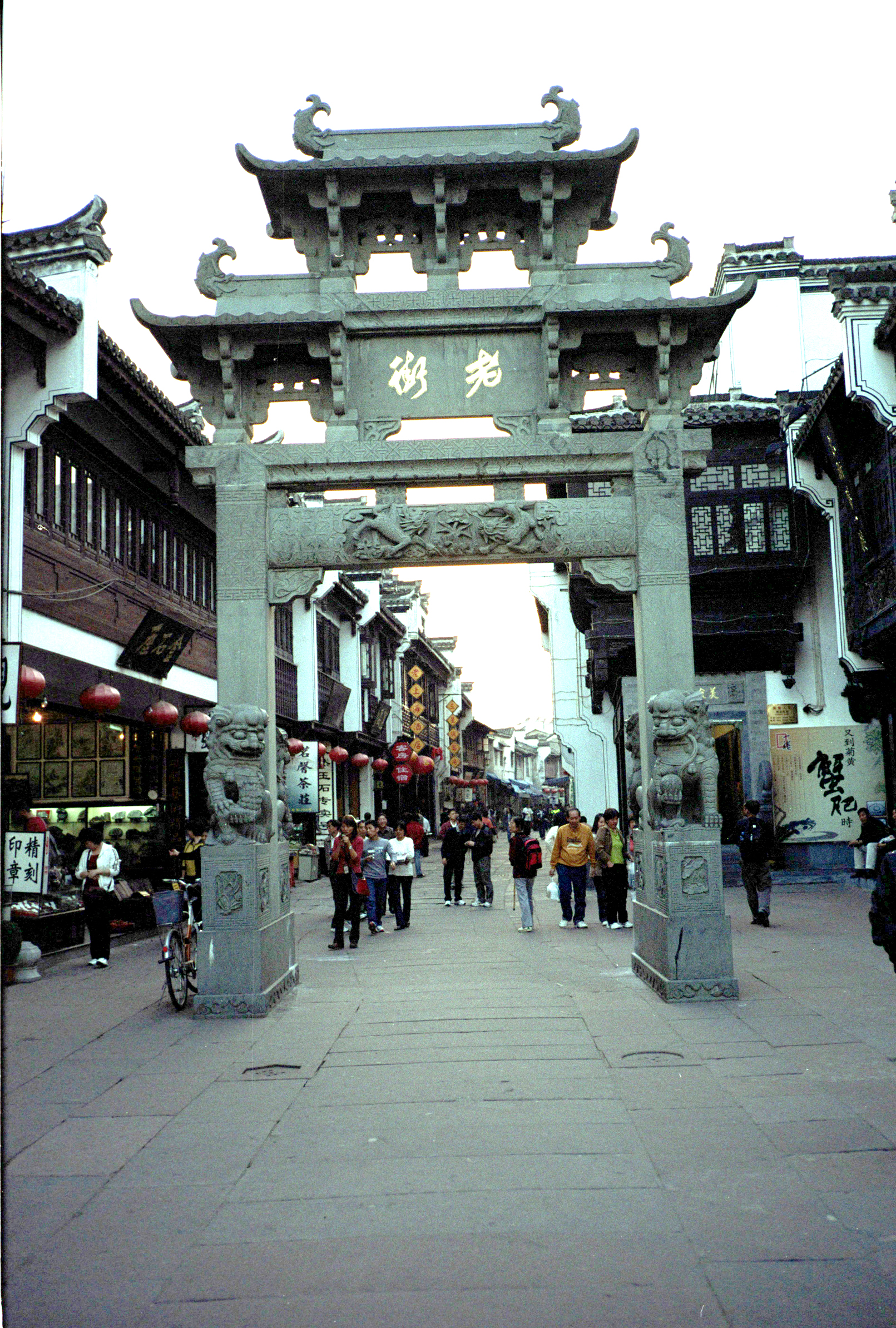
Païfang à Tunxi.